# Пиховіце (Краків)
Пиховіце (пол. Pychowice)– обшар Кракова, що входить до дільниці VIII Дембніки. Розташований біля гирла потоку Пиховицького до річки Вісли, яка є його північною межею. Зі сходу межує з військовою частиною NIL, Скелями Твардовського (Skałki Twardowskiego) та колишнім кар'єром Закжувек (Zakrzówek), з півдня — з кампусом Ягеллонського університету та житловим масивом Ручай (Ruczaj) та луками, що входять до зони Natura 2000 Дембніцко-Тинецька лугова ділянка, а із заходу — з урочищем Гура Пиховицька .
Пиховіце знаходиться на Малопольській дорозі св. Якова.

## Історія
Перша згадка про село Пиховіце з'явилася в 1254 році в описі села Дембники. У 1490 році село мало площу 6 орендованих ланів. У 1581 році в селі було 4 лани селян, 6 дворів із землею, 6 коморників без худоби та 4 коморники з худобою. У цей період воно належало до престимоніальних маєтків Краківського кафедрального капітула Щижицького повіту Краківського воєводства.
У 1941 році, згідно з рішенням німецької окупаційної влади про розширення меж міста Кракова, Пиховіце увійшли до його складу. Після війни рішення залишили в силі.
У районі цього колишнього приміського села є кілька занедбаних тунелів, які називаються печерами (Каверна в Піховіце Перші, Каверна в Піховіце Другі та Каверна в Пиховіце Треті), які є залишками укріплень Краківської фортеці.

## Пам'ятники

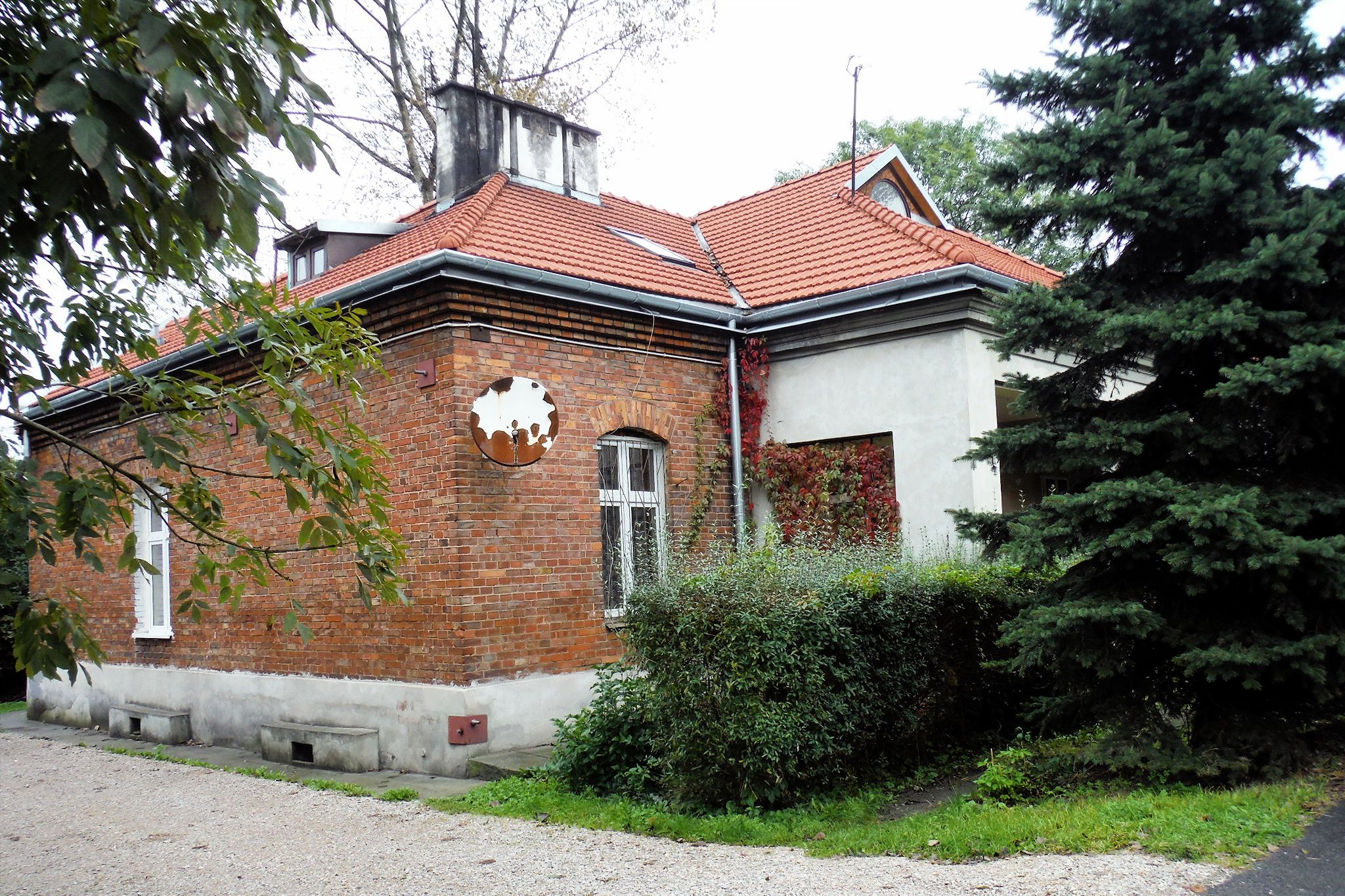
Історичний міський пункт збору оплат в Дембніках на вул. Тинєцька 46

На обшарі Пиховіце розташовані наступні перелічені об'єкти:
- до реєстру пам'яток:
  - Садибно-парковий комплекс у Пиховіце на рубежі ХІХ-ХХ століть на вул. Тинєцька 106: садиба, господарська будівля, стовпи воріт, залишки периметрального муру, ландшафтний парк (№ А-702) [5] [6] ,
  - Міський пункт збору оплат в Дембніках з 1919 року на вул. Tyniecka 46 (№ A-1323/M) [7] [6] ,
- до муніципального реєстру пам'яток: [6]
  - односімейний будинок в саду з 4 чверті XIX століття на вул. Тинєцька 74а,
  - односімейний будинок у саду з 1920-30 років на вул. Тинєцька 90,
  - вілла в саду з 1918—1922 років на вул. Відлакова 9,
  - промислова водонасосна станція для Krakowskie Zakłady Sodowe та Krakowskie Zakłady Armatur з 1921 року на вул. Тинєцька 48,
  - цвинтарна каплиця на міському цвинтарі в Пиховіце з 1927 року на вул. Содова,
  - початкова школа № 62 з 1934 р. на вул. Цвіклова 1.

## Інфраструктура
- Костел Пресвятого Серця Ісуса
- колишнє Командування спецназу
- Військова частина 4724
- Початкова школа № 62 ім. пор. Ф. Домбровського
- Футбольний клуб Пихов'янка.
- Футбольний клуб Пихотім
- Цвинтар Пиховіце